# Nemophora badagongshana
Nemophora badagongshana (лат.) — вид длинноусых молей рода Nemophora (Adelidae). Китай: Хунань (Mt. Tianpingshan, Badagongshan National Nature Reserve, Sangzhi County).

## Описание
Переднее крыло 8,7—9,2 мм; размах крыльев около 18,0 мм. От близких видов (N. aurifera) отличается следующими признаками: относительно большие глаза (индекс размера глаза около 3,8), короткий винкулум гениталий (около 2,1 × длины вальвы); передняя часть суспензория лежит на одном уровне с задним краем винкулума при виде вентрально. Губной щупик 3-сегментный, короткий или средней длины, с густыми приподнятыми волосками. Максиллярный щупик рудиментарный. Голени передних ног имеют апикальные эпифизы; задние голени покрыты густыми волосками.
Переднее крыло ланцетовидное, цвет основания тёмно-коричневый до чёрного, с пурпурным металлическим блеском; средняя часть с жёлтой поперечной фасцией, примерно равной ширины, но слегка суженной у заднего края; субапикальная область рассеяна множеством жёлтых чешуек; реснички тёмно-коричневые до чёрного с бронзовым металлическим блеском. Задние крылья и реснички тёмно-коричневые до чёрных, костальная область слегка светлая. Брюшко тёмно-коричневое до чёрного.